# Andrei Olari (fils)
Pour les articles homonymes, voir Olari.
Andrei Olari, né le 4 novembre 1988, est un joueur Moldave de rugby à XIII, qui a notamment joué en élite France de 2008 à 2012,, au sein du Toulouse olympique XIII en 2009-2010, dont il a fait partie des premières promotions du centre de formation.
Son père, également appelé Andrei Olari, est aussi joueur de rugby à XIII.

## Carrière en rugby à XIII

### Clubs
- Toulouse olympique XIII : 2007-2009
- Racing club saint-gaudinois Comminges XIII : 2009-2011
- Villefranche XIII Aveyron : 2011-2014
- Villefranche XIII Aveyron(entraineur) : 2014-2016

### En équipe nationale junior
- Équipe de France junior de rugby à XIII